# 15. Waffen-Grenadier-Division der SS (lettische Nr. 1)
15. Waffen-Grenadier-Division der SS (lettische Nr. 1) var en infanteridivision i Waffen-SS under 2. verdenskrig. Det var den første lettiske division, oprindeligt dannet i august 1942, inden søsterenheden – 19. Waffen-Grenadier-Division der SS (lettische Nr. 2).

## Historie
15. Waffen-Grenadier-Division der SS (lettische Nr. 1) blev dannet som resultat af Waffen-SS's stræben efter mandskab i kølvandet på Operation Barbarossa, Nazi-Tysklands invasion af Sovjetunionen i juni 1941. Efter en succesfuld rekruttering i Reichskommissariat Ostland (Baltikum) til de nazistiske anti-partisan brigader, dannede Heinrich Himmler baltiske legioner i slutningen af august 1942, herunder Lettische SS-Freiwilligen-Legion, kernen i den senere 15. Waffen-Grenadier-Division der SS.
Men, den lille størrelse af disse legioner var utilstrækkelig til Ruslands kæmpe geografi, og blev snart slået sammen i divisioner med Lettische SS-Freiwilligen-Legion omdøbt til SS-Freiwilligen-Division, og nummeret 15 snart tilføjet. For at øge antallet af soldater indførte Himmler tvungen værnepligt i Ostland for årgangene 1915–24 i 1943, derefter 1904–14 og 1925–26 i 1944. Disse lettiske værnepligtige dannede det omdøbte 15. Waffen-Grenadier-Division der SS (bemærk, at "frivillige" er fjernet fra titlen) i tide til det sovjetiske angreb i 1944. Divisionen blev fejet op i det kaos der fulgte sammenbruddet af Østfronten, og mistede meget af sin ånd efter den sovjetiske genbesættelse af deres hjemlande. Det blev hurtigt fanget og decimeret i sit håbløse forsvar for Pommern.
15. Waffen-Grenadier-Division der SS kæmpede til sidst i krigen i Slaget om Berlin, og en bataljon under Waffen-Standartenführer Vilis Janums overgav sig til amerikanske styrker ved Güterglück i nærheden af Elben.

## Kommandører
- SS-Brigadeführer und Generalmajor Peter Hansen (25. februar 1943 – 1. maj 1943)
- SS-Gruppenführer und Generalmajor Carl Graf von Pückler-Burghauss (1. maj 1943 – 17. februar 1944)
- SS-Oberführer Nikolaus Heilmann (17. februar 1944 – 21. juli 1944)
- SS-Oberführer Herbert von Obwurzer (21. juli 1944 – 26. januar 1945)
- SS-Oberführer Dr. Eduard Deisenhofer (26. januar 1945)
- SS-Oberführer Adolf Ax (26. januar 1945 – 15. februar 1945)
- SS-Oberführer, senere Brigadeführer und Generalmajor Karl Burk (15. februar 1945 – 2. maj 1945)[1]